# استیو براون (بازیکن فوتبال، زاده ۱۹۷۲)
استیو براون (انگلیسی: Steve Brown؛ زادهٔ ۱۳ مهٔ ۱۹۷۲) ورزشکار فوتبال اهل بریتانیا است.
از باشگاه‌هایی که در آن بازی کرده‌است می‌توان به باشگاه فوتبال چارلتون اتلتیک و باشگاه فوتبال ریدینگ اشاره کرد.